# 酒田灯台

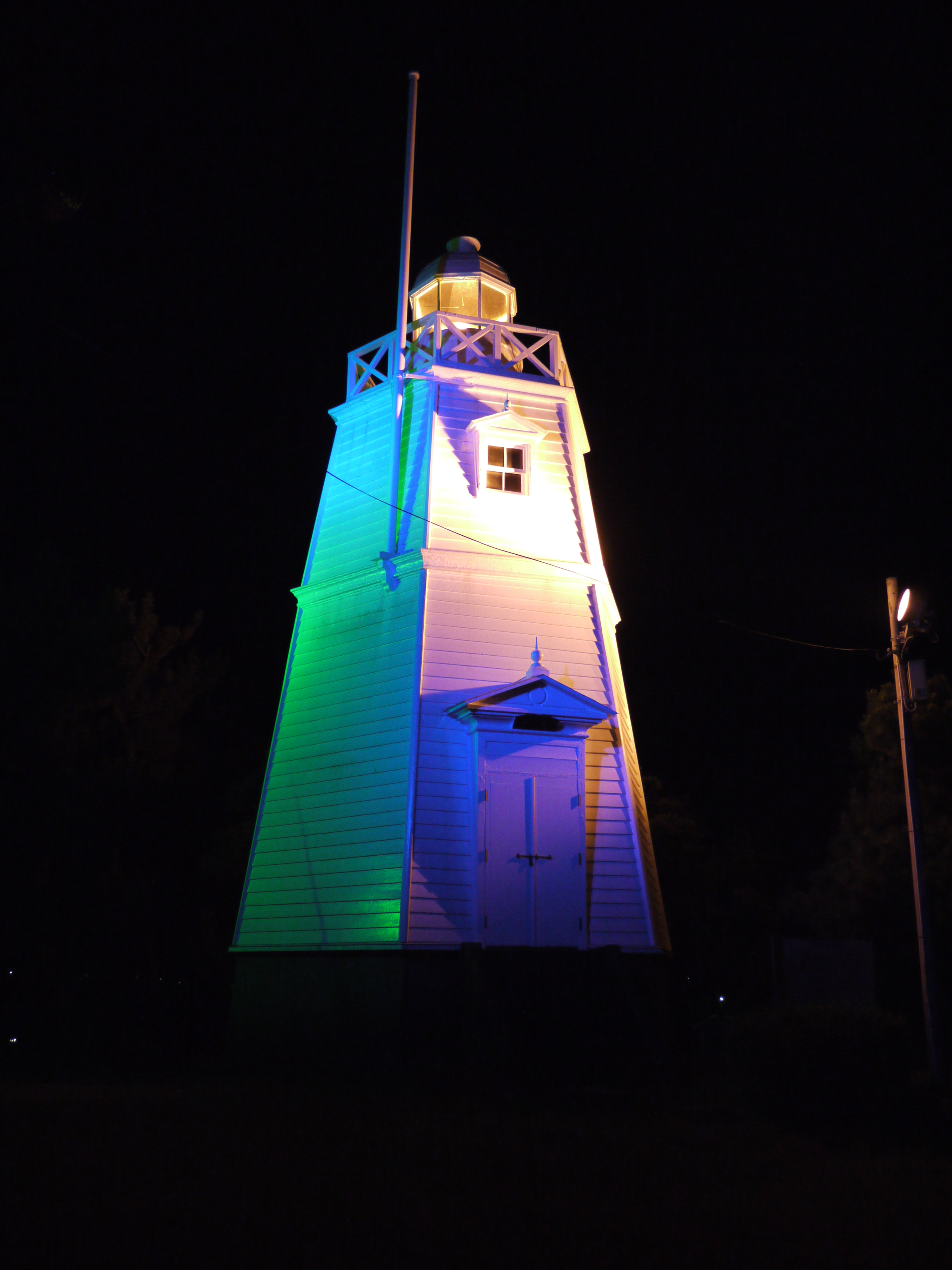
日和山公園内に移築されている初代酒田灯台 ライトアップの様子 (2011年11月)

酒田灯台（さかたとうだい）は、山形県酒田市高砂にある酒田北港内にある灯台で、現在3代目になる。酒田港に入港する船舶及び、付近を航行する船舶の目印となっている。施設は、酒田北港緑地展望台の上部に設置されており、展望室を併設した、デザイン灯台。そこからは、日本海や酒田北港を一望することが出来る他、酒田港に関する展示施設「港ものしり館」がある。
灯台の近くには、海上保安庁酒田ディファレンシャルGPS局が設置され船舶の航行支援を行っていたが、平成31年3月に廃止された。
初代の木製灯台は日和山公園内に移築保存されている。
灯台のある酒田北港緑地内には多目的広場も存在する。

## 歴史
- 1895年（明治28年）10月20日：最上川左岸に初代の木造灯台（日和山灯台）が初点灯される[1]。
- 1919年（大正8年）8月30日：灯質、燭光数、光達距離変更[2]。
- 1923年（大正12年）
  - 8月25日：移転工事のため最上川右岸（北緯38度55分43秒、東経139度48分27秒）にて仮灯点灯[3]。
  - 10月16日：最上川右岸への移転工事完了し本灯点灯[4]、位置は北緯38度55分42秒、東経139度48分27秒（現在の石油基地付近）。
- 1925年（大正14年）4月12日：燭光数変更[5]。
- 1926年（大正15年）8月31日：明弧変更[6]。
- 1958年（昭和33年）4月1日：移転し2代目のコンクリート造に変わる[7]、位置は北緯38度56分41.9秒、東経139度49分16.5秒。
- 1999年（平成11年）4月1日：酒田ディファレンシャルGPS局設置[8]。
- 2000年（平成12年）4月：酒田北港緑地展望台の上に移転し、3代目の現在のものに変わる[9]。
- 2019年（平成31年）3月1日：酒田ディファレンシャルGPS局廃止[8]。

## 交通
JR酒田駅からタクシー20分

## 周辺情報
- 本間美術館
- 山居倉庫
- 土門拳記念館
- 酒田市美術館